# MAN Auto-Uzbekistan
СП ООО «Uz Truck and Bus Motors», ранее СП ООО «JV Man Auto-Uzbekistan» — совместное узбекско-немецкое предприятие для производства грузовиков, спецтехники и прицепов марки MAN, материнской компанией является Узавтосаноат. Предприятие основано в августе 2009 года между узбекской компанией Узавтосаноат и компанией MAN. Завод расположен на окраине города Самарканд.
Соответствующее соглашение для образования совместного предприятия было достигнуто 4 сентября 2009 года в резиденции Президента республики Узбекистан — Оксарое. Во время подписания договора присутствовали Президент Республики Узбекистан — Ислам Каримов, председатель компании Узавтосаноат — Улугбек Рузикулов и тогдашний генеральный директор компании MAN — Хокан Самуэльссон.
Для работы на новом предприятии, рабочий персонал был обучен немецкими специалистами для качественной и правильной сборки грузовиков. Сборка грузовиков началась в день подписания договора. Выпуск грузовиков с 2009 по 2012 годы производился на Самаркандском автомобильном заводе. 30 июля 2012 года завершилось строительство завода MAN в Джамбайском районе Самаркандской области.
Согласно плану, в год будет выпускаться от 500 до 1500 единиц грузовиков. Для продажи грузовиков, компанией АО «Узавтосаноат» была создана отдельная дилерская сеть по всему Узбекистану. Также грузовики экспортируются в страны СНГ.

## Продукция
| Тип                    | Модели |
| ---------------------- | --- |
| Тягачи                 | TGS 19.360, TGS 19.400 (Standart и Comfort), TGS 26.400 (Medium и ADR), TGS 33.480, CLA 18.280                                        |
| Самосвалы              | CLA 18.280, CLA 26.280, TGS 33.360, TGS 41.400, TGS 40.400                                                                            |
| Бетоносмесители        | CLA 18.280, CLA 26.280, TGS 33.360, TGS 41.400                                                                                        |
| Водовоз                | CLA 18.280 |
| Автогудронатор         | CLA 18.280 |
| Автокран               | CLA 26.280 |
| Кран-манипулятор       | CLA 16.220 |
| Мусоровоз              | CLA 16.220 |
| Поливомоечная машина   | CLA 18.280 |
| Автобусы               | MAN A22 CNG Евро 5 |
| Туристические автобусы | MAN RR3 Евро 3, MAN RR3 Евро 5 |
| Прицепы и полуприцепы  | прицепы, полуприцепы (бортовой, рефрижераторный, изотермический, цементовоз, тяжеловоз, бензовоз, хлопковоз, зерновоз, контейнеровоз) |
| Фургоны                | изотермический, шторный, бортовой, бортовой с тентом                                                                                  |

## Показатели производства
| Год  | Количество  |
| ---- | ----------- |
| 2009 | 100         |
| 2010 | 480         |
| 2011 | 658         |
| 2012 | 1016        |
| 2013 | 1300        |
| 2014 | прибл. 1400 |

## Галерея

Продукция MAN Auto-Uzbekistan
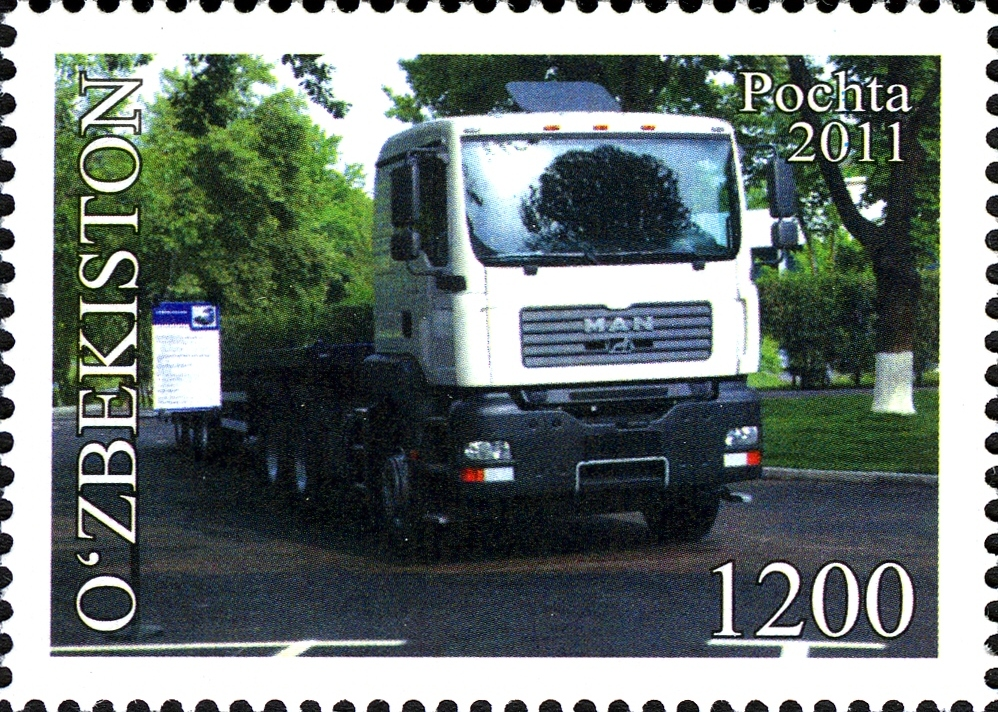
Продукция «MAN Auto-Uzbekistan» на почтовой марке Узбекистана 2011 года
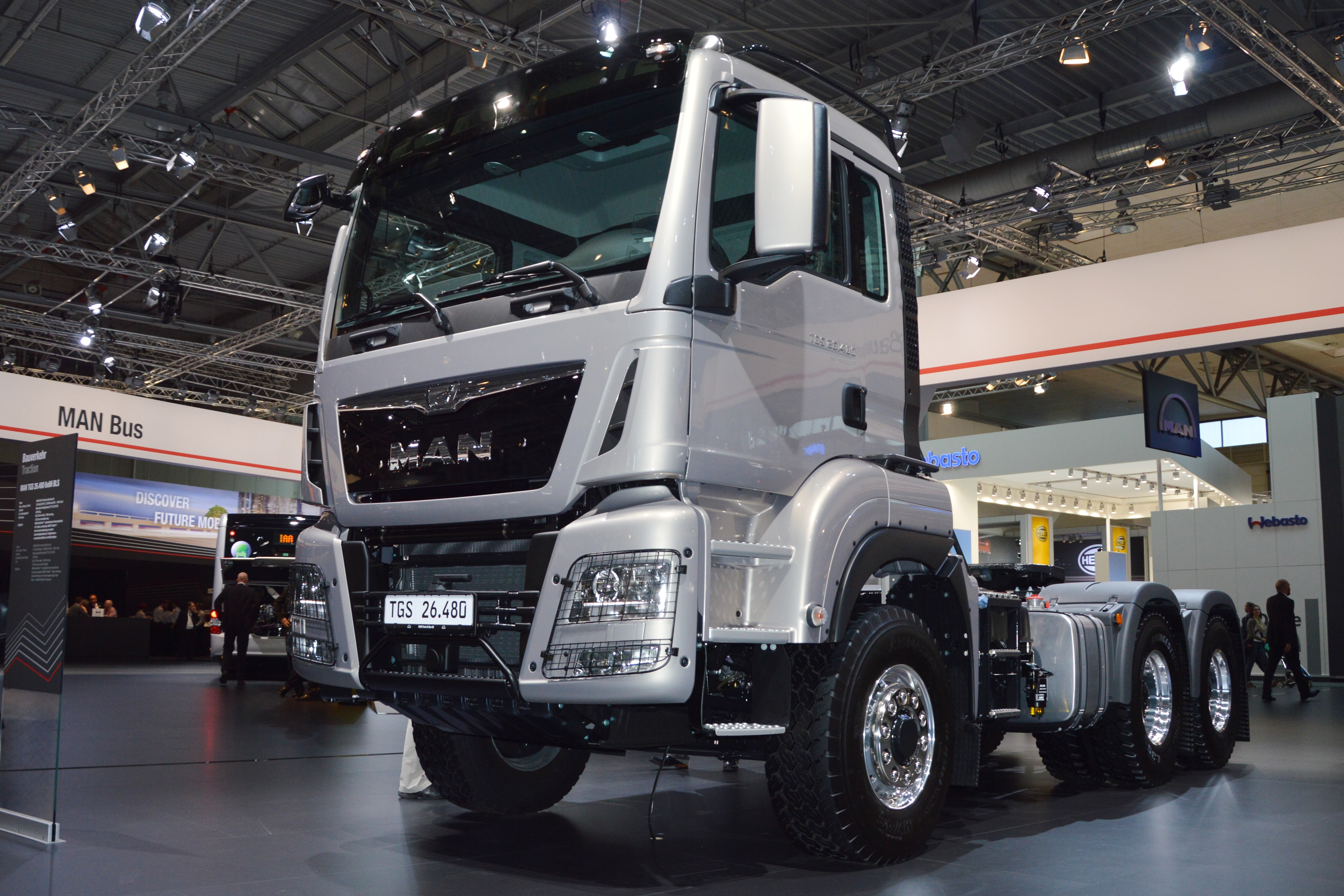
MAN TGS 26.280
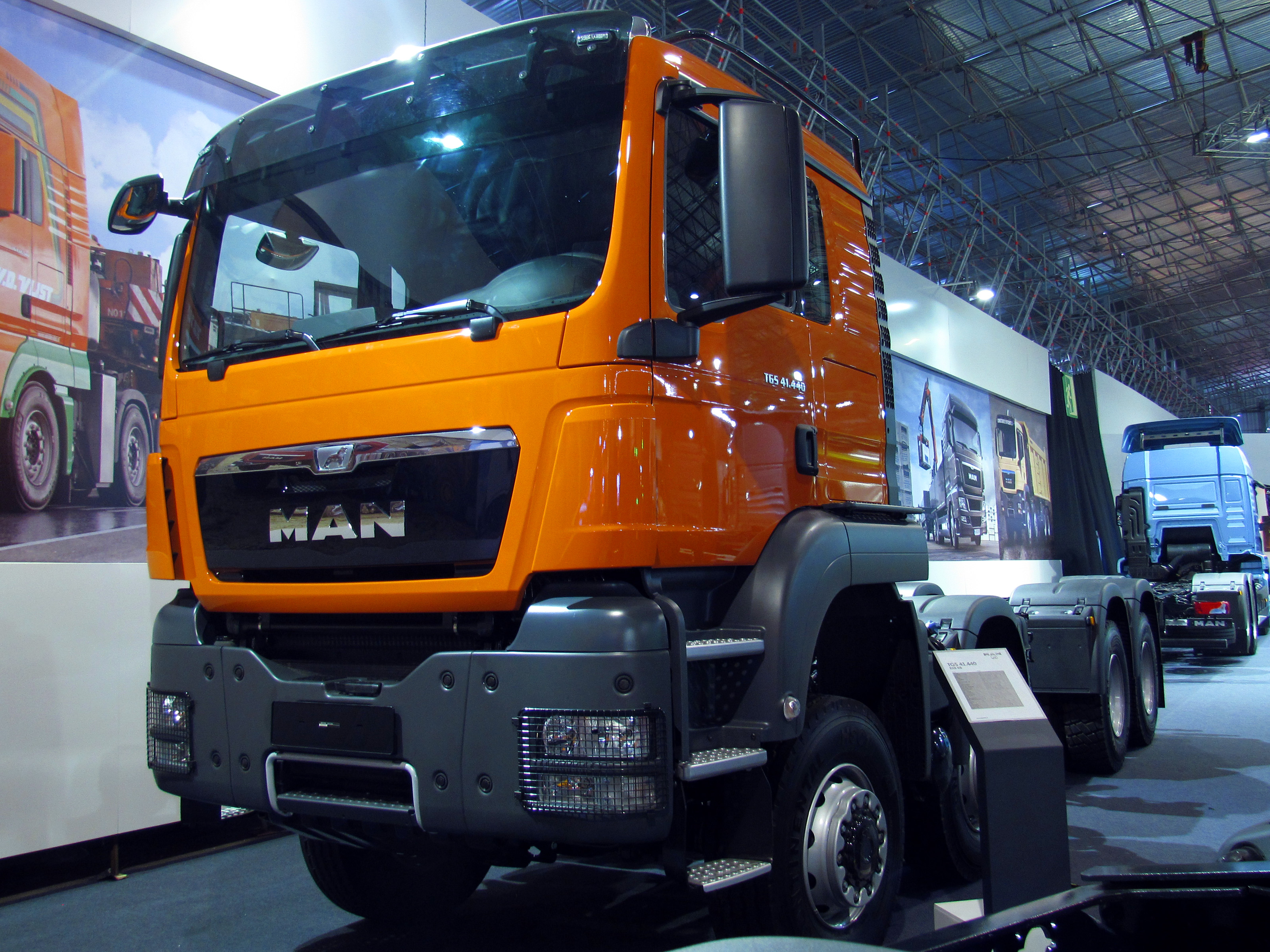
MAN TGS 41.440